# 박태일
박태일(朴泰一, 1985년 12월 17일~)은 대한민국의 권투 선수이다.